# Nils Pierre
Nils Pierre (Oostende, 4 februari 1995) is een Belgische voetballer die als middenvelder wordt uitgespeeld. Hij kreeg op 17-jarige leeftijd een (prof-)contract bij KV Oostende. Drie jaar later werd hij in januari uitgeleend aan derdeklasser FC Gullegem. Daarna werd in overleg met KV Oostende besloten zijn contract te verbreken. Hij tekende voor een extra jaar bij FC Gullegem. Op 22-jarige leeftijd maakte Pierre de overstap naar Royal Knokke FC in de 1ste amateurliga. Pierre maakte ook 2 jaar deel uit van de Belgische nationale selecties in zijn jeugdcategorie.

## Carrière

### Jeugd
Al op jonge leeftijd sloot hij zich aan bij de voetbalschool van KV Oostende. Als twaalfjarige maakte hij de overstap naar de jeugdreeksen van Club Brugge. Hij speelde er bij de U12 en U13. Daarna keerde hij terug naar de kustploeg. In 2011/2012 startte hij bij de U17 en beëindigde hij het seizoen bij de beloften.

### KV Oostende
Sedert 2012/13 maakte hij deel uit van de A-kern van KV Oostende. Hij maakte zijn officiële debuut tegen vierdeklasser Tempo Overijse, in een wedstrijd voor de Beker van België. Zijn competitiedebuut maakte hij in de wedstrijd tegen Sint-Truiden VV, als invaller voor Niels Coussement. In april 2013 mocht hij met de kustploeg de promotie naar de hoogste afdeling vieren. Het seizoen 2013/14 mocht hij aanvatten in de A-kern, maar midden oktober werd hij, samen met vier andere spelers, (tijdelijk) naar de B-kern verwezen. In januari mocht hij, als enige van de vijf, terug aansluiten bij de A-kern. 
In maart 2014 maakte hij zijn debuut op het hoogste niveau, met een invalbeurt in de slotminuten, tegen AA Gent.
In januari 2015 werd Pierre voor een half jaar uitgeleend aan derdeklasser FC Gullegem.

## Statistieken
| Seizoen         | Club            | Competitie         | Competitie | Competitie | Europees | Europees | Beker | Beker | Totaal | Totaal |
| Seizoen         | Club            | Competitie         | Wed.       | Dlp.       | Wed.     | Dlp.     | Wed.  | Dlp.  | Wed.   | Dlp.   |
| --------------- | --------------- | ------------------ | ---------- | ---------- | -------- | -------- | ----- | ----- | ------ | ------ |
| 2012/13         | KV Oostende     | Belgacom League    | 3          | 0          | 0        | 0        | 2     | 0     | 5      | 0      |
| 2013/14         | KV Oostende     | Jupiler Pro League | 2          | 0          | 0        | 0        | 0     | 0     | 2      | 0      |
| Carrière totaal | Carrière totaal | Carrière totaal    | 5          | 0          | 0        | 0        | 2     | 0     | 7      | 0      |

## Palmares
| Nationaal                |    |      |
| Titel Tweede Klasse      | 1x | 2013 |
| Titel Eerste Nationale   | 1x | 2018 |
| Titel Tweede Afdeling VV | 1x | 2020 |

## Internationaal
Pierre was actief op twee internationale tornooien, één in Rusland en één in Slowakije, en werd acht keer geselecteerd voor de Belgische nationale selectie in zijn jeugdcategorie.